# Sonetos Sacros

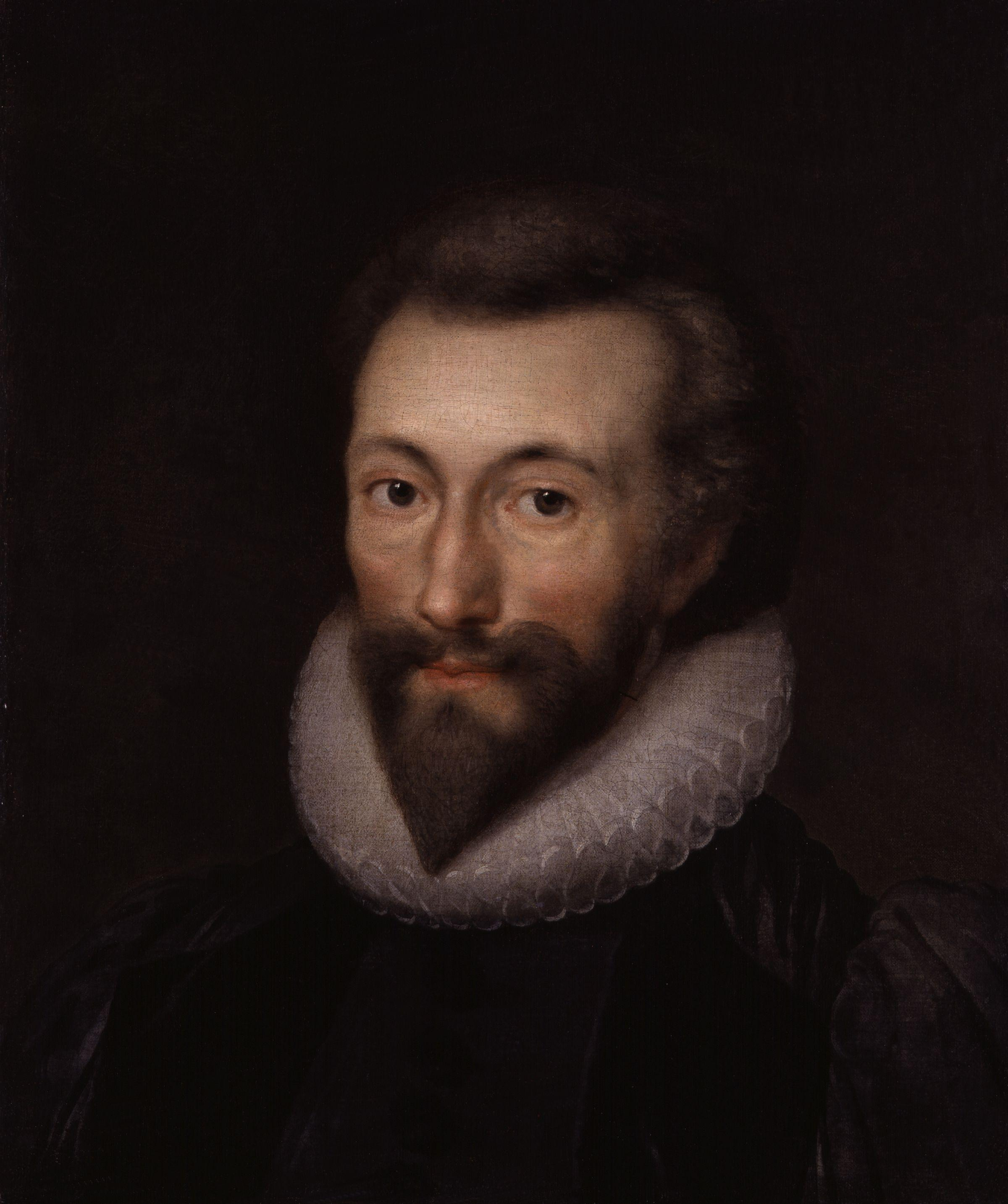
John Donne (1572-1631)

Os Sonetos Sacros - também conhecidos como Divinas Meditações ou Sonetos Divinos - são uma série de dezenove poemas escritos pelo inglês John Donne (1572-1631). Os sonetos, originalmente publicados em 1633 - dois anos após a morte de Donne -, são predominantemente no estilo e forma prescritos pelo poeta renascentista italiano Francesco Petrarca (1304-1374), em que o soneto consistia em dois quartetos (estrofes de quatro versos) e um sexteto (estrofe de seis versos). No entanto, vários padrões rítmicos e estruturais, bem como a inclusão de parelhas, são elementos influenciados pela forma de soneto desenvolvida pelo poeta e dramaturgo inglês William Shakespeare (1564-1616).
O trabalho de Donne, tanto na poesia de amor quanto na poesia religiosa, coloca-o como uma figura central entre os poetas metafísicos.
Os dezenove poemas que constituem a coleção nunca foram publicados durante a vida de Donne, embora tenham circulado em manuscritos. Acredita-se que muitos dos poemas foram escritos em 1609 e 1610, período de grande atribulação pessoal para Donne, que sofreu uma combinação de dificuldades físicas, emocionais e financeiras durante esse tempo. Esse foi também um período de agitação pessoal religiosa enquanto Donne encontrava-se no processo de conversão do Catolicismo Romano para o Anglicanismo, e seria ordenado em 1615, apesar de profunda relutância e dúvida quanto a se tornar sacerdote.
Pensa-se que o Soneto XVII ("Since she whom I loved hath paid her last debt") foi escrito em 1617, em seguida à morte da esposa de Donne, Anne Moore.
Nos Sonetos Sacros, Donne trata dos temas religiosos da mortalidade, do julgamento divino, do amor divino, e humilde penitência enquanto reflete profundamente sobre ansiedades pessoais. 

## Versos iniciais
1. Thou hast made me, and shall thy work decay
2. As due by many titles I resign
3. O might those sighs and tears return again
4. O my black soul! now thou art summoned
5. I am a little world made cunningly
6. This is my play's last scene, here heavens appoint
7. At the round earth's imagined corners, blow
8. If faithful souls be alike glorified
9. If poisonous minerals, and if that tree
10. Death be not proud, though some have called thee
11. Spit in my face you Jews, and pierce my side
12. Why are we by all creatures waited on?
13. What if this present were the world's last night?
14. Batter my heart, three-personed God; for you
15. Wilt thou love God, as he thee! then digest
16. Father, part of his double interest
17. Since she whom I loved hath paid her last debt
18. Show me, dear Christ, thy spouse so bright and clear
19. O, to vex me, contraries meet in one